# Ivo Trümpy
Ivo Trümpy (Lugano, 1937) è un architetto svizzero, esponente della cosiddetta "scuola ticinese".

## Biografia
Ha studiato alla Scuola Tecnica Superiore di Lugano-Trevano. Dal 1962 al 1970 apre uno studio con Aurelio Galfetti e Flora Ruchat a Bedano. In seguito ne apre un altro con Aurelio Bianchini a Riva San Vitale. Insegna poi alla SUPSI (Scuola Universitaria Professionale della Svizzera Italiana).
Il Bagno pubblico di Bellinzona, realizzato con Aurelio Galfetti e  Flora Ruchat-Roncati (1970), importante esempio di “architettura territoriale”, è considerato "one of Switzerland's best public swimming areas" , ed è stato progettato sotto l'influenza delle idee di Rino Tami. Si è anche occupato della tipologia dei giardini e di restauro; sua è la costruzione, con Aurelio Bianchini, della Stazione federale di ricerche agronomiche (struttura reticolare in legno), a Cadenazzo negli anni novanta.

## Opere
- 1962-1964/1970-1972: Scuola elementare a Riva San Vitale con Aurelio Galfetti e Flora Ruchat
- 1967-1970: Bagno pubblico di Bellinzona con Aurelio Galfetti e Flora Ruchat
- 1968: Scuola materna a Riva San Vitale con Aurelio Galfetti e Flora Ruchat
- 1968-1970: Scuola materna a Viganello con Aurelio Galfetti e Flora Ruchat
- 1973: Palestra delle scuole a Riva San Vitale con Flora Ruchat
- 1979: Casa unifamiliare a Camorino